# Сричка
Сричка (от лат.: syllaba, гр.: συλλαβή) e част от думата, съчетание от последователни звукове в речта.
Обикновено сричките се разглеждат като фонологични градивни елементи на думите, като всяка дума се състои от една или повече срички. Например думата „вода“ е съставена от две срички – „во“ и „да“. Сричките играят важна роля за ритъма на езика, неговата прозодия, поетичната му метрика и разположението на ударенията.
Сричките се състоят от сричково ядро и незадължителни начална и крайна част. Докато началната и крайната част на сричката обикновено са съгласни, сричковото ядро най-често е гласен звук, макар че в някои езици то може да бъде и сричкообразуващ съгласен звук. Например в книжовния сръбски език, както и в някои диалекти на българския език съгласните звуци „р“ и „л“ са сричкообразуващи, като в думите „црн“ и „влк“.

## Структура
- σ: сричка
- ι: инициал
- φ: финал
- μ: медиал
- ρ: рима
- ω: начало
- ν: ядро
- τ: тон
- κ: кода
- C*: незадължителен съгласен звук
- H*: незадължителен полугласен звук
- V+: задължителен гласен или сонантен съгласен звук
- T?: тон в някои тонални езици

Макар че не всички фонолози са съгласни, че сричката има вътрешна структура, а някои дори оспорват използването на сричката като теоретична концепция, обикновено в рамките на сричката се разграничават няколко основни компонента – начало, ядро и кода, като ядрото и кодата образуват рима, контрастираща с началото. В някои тонални езици тонът не е надсегментен, а се разглежда също като част от римата. В китайската фонология е прието между началото и ядрото да се въвежда допълнителен елемент, медиал, който понякога се обединява с римата по името финал.

### Ядро
| Дума        | Ядро |
| ----------- | ---- |
| кит [kit]   | [i]  |
| дъб [dəb]   | [ə]  |
| брат [brat] | [a]  |
| псе [psɛ]   | [ɛ]  |
| слон [sɫɔn] | [ɔ]  |
| ум [um]     | [u]  |

По принцип всяка сричка трябва да съдържа ядро, като в най-ограничения си вид сричките могат да се състоят само от ядро, като в думите „и“ или „а“. Сричковото ядро обикновено е гласен звук, като може да бъде монофтонг, дифтонг или трифтонг.
В по-редки случаи ядрото на сричката е сричкообразуващ съгласен звук, почти винаги сонорен съгласен звук, като [l], [r], [m], [n] или [ŋ]. Такива срички се срещат в много славянски езици, като в известната чешка и словашка скоропоговорка „Strč prst skrz krk“ (изговор, буквално „Мушни си пръста през гърлото“). В книжовния български език сричкообразуващи съгласни няма, но те са запазени в някои диалекти, както и в македонската литературна норма.
В някои езици сричкообразуващи могат да бъдат и проходни съгласни. Така в някои диалекти на мандарин сричките „съ“, „шъ“ и „жъ“ се произнасят съответно [sź̩], [ʂʐ̩́] и [ʐʐ̩́].
Някои езици като нуксалк допускат дори сричкообразуващи преградни и беззвучни проходни съгласни, но езиковедите разглеждат тези случаи по различни начини, като според някои такива срички изобщо нямат ядро, а други смятат самата концепция за сричка за неприложима към тези езици, определяйки ги като безсричкови.

### Начало
| Дума        | Начало |
| ----------- | ------ |
| кит [kit]   | [k]    |
| дъб [dəb]   | [d]    |
| брат [brat] | [br]   |
| псе [psɛ]   | [ps]   |
| слон [sɫɔn] | [sɫ]   |
| ум [um]     | няма   |

Повечето срички имат начало, съгласен звук, предхождащ ядрото. В някои езици, като класическия арабски, началото може да се състои от само един съгласен звук, докато при други се допускат и няколко съгласни. При тях понякога има специални правила, ограничаващи съчетанията от начални съгласни. Например, в английския се допускат начални съчетания като „пр-“, „пл-“, „тр-“ и „ск-“, но не и „тл-“ и „кс-“, докато в гръцкия „тл-“ и „кс-“ са допустими начални съчетания.
В някои езици сричките задължително имат начало – в тях са невъзможни срички без начало, като в българската дума „ум“. Повечето такива езици допускат сричките да започват с гласилкова преградна, звук, който присъства в сричките без начало и в други езици, без обаче да се възприема като самостоятелна фонема. Например, в немския думите, започващи с гласен звук, се произнасят с начална гласилкова съгласна без тя да бъде фонема. В други езици, като испанския, такава гласилковата преградна съгласна напълно отсъства.

### Кода
| Дума        | Кода |
| ----------- | ---- |
| кит [kit]   | [t]  |
| дъб [dəb]   | [b]  |
| брат [brat] | [t]  |
| псе [psɛ]   | няма |
| слон [sɫɔn] | [n]  |
| ум [um]     | [m]  |

Съгласните, разположени след ядрото на сричката, се наричат кода. Сричките без кода се наричат отворени, а тези с кода – затворени срички. Почти всички езици допускат отворените срички, а в някои, като хавайския, дори напълно отсъстват затворени срички.
Според някои езиковеди в отделни езици, като английския, дадени съгласни могат да служат едновременно за кода на една сричка и за начало на следващата сричка в думата, като например в думата „bellow“, разделяна на сричките „bel“ и „low“. Това явление се нарича амбисилабичност.

### Рима
В много случаи ядрото и кодата на сричката се разглеждат като общ обект, рима, който има някои свойства, независими от началото на сричката. Така /it/ е рима едновременно на думите „кит“, „бит“, „мит“ и „сит“. Наименованието на римата идва от определящата роля, която тя играе при образуването на поетичната рима. В същото време това е и частта от сричката, която се удължава или приема ударението при изговаряне на сричката.
Освен в стихосложението, римата и нейната структура са определящи за тежестта на сричката, която играе важна роля в граматичните правила на някои езици и има голямо значение за историческата лингвистика. Според своята тежест сричките се разделят на леки, при които римата се състои само от една гласна, тежки, при които римата се състои от удължена гласна или гласна и съгласна, и свръхтежки – с удължена гласна и съгласна или гласна и две съгласни. Удължената гласна може да бъде дълъг гласен звук или дифтонг.
Много езици не допускат свръхтежки срички, а значителен брой – и тежки срички, докато при други те са често срещани. Така в италианския в ударените некрайни срички късите гласни се срещат в затворени срички, а дългите – в отворени срички, така че всички некрайни срички са тежки, а не леки или свръхтежки.
В много езици, като арабския и латинския, тежестта на сричката определя коя сричка в думата е ударена. В класически езици, като старогръцкия, латинския и санскрит, дори системата на версификация се основава на тежестта на сричките, а не на ударението.

## Позиция
Позицията на сричките на една дума, за последните три срички се употребяват латинските названия:
- последната сричка на една дума се нарича Ultima (лат. ultima, „последен“)
- предпоследната Penultima (лат. paenultima) и
- предпредпоследната Antepenultima (лат. antepaenultima).

На гръцки:
- ако главният акцент лежи на последната сричка, думата се нарича една Oxytonon
- лежи ли на предпоследната сричка, се казва един Paroxytonon и
- пада ли на предпредпоследната сричка, тогава думата е един Proparoxytonon.

Тези три понятия са от тяхна страна „proparoxytonal“, изговарящо се с главно ударение на „y“.

## Надсегментни фонеми
Някои фонеми не могат да бъдат разглеждани като елемент на сричката, а се отнасят към нея като цяло. Такива са ударението, а в някои тонални езици – и тонът.
Понякога дължината на сричката също може да се разглежда като надсегментен елемент. Например, в някои германски езици дългите гласни мога да бъдат съпътствани само от къси съгласни и обратното. В същото време във финския и японския сричките могат да се състоят от дълги и къси фонеми, като удвояването на съгласните и дължината на гласните са независими.